# Pottia longifolia
Pottia longifolia är en bladmossart som beskrevs av R. Brown ter 1894. Pottia longifolia ingår i släktet Pottia och familjen Pottiaceae. Inga underarter finns listade i Catalogue of Life.